# Vrátna dolina

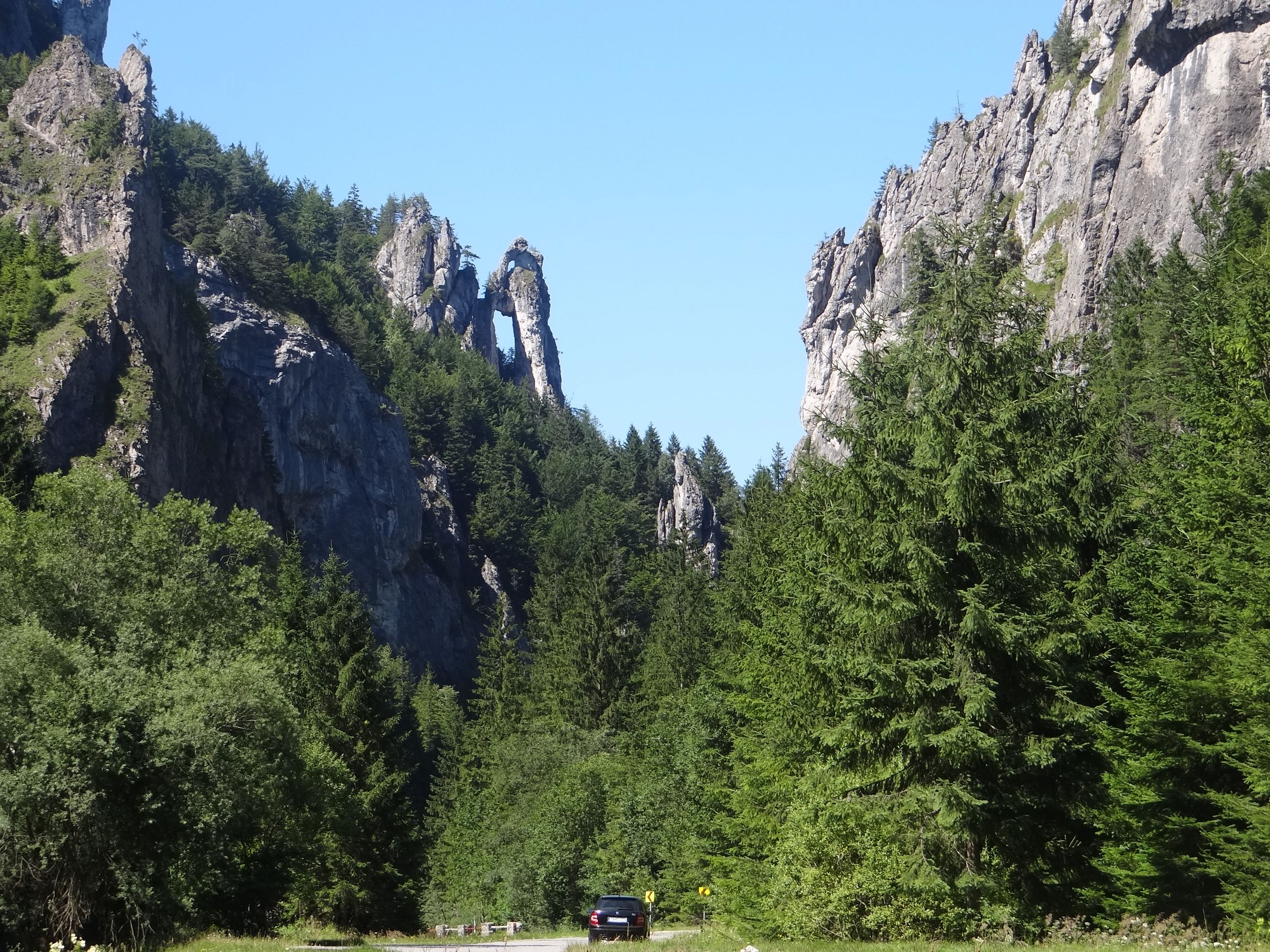
Wąwóz Tiesňavy

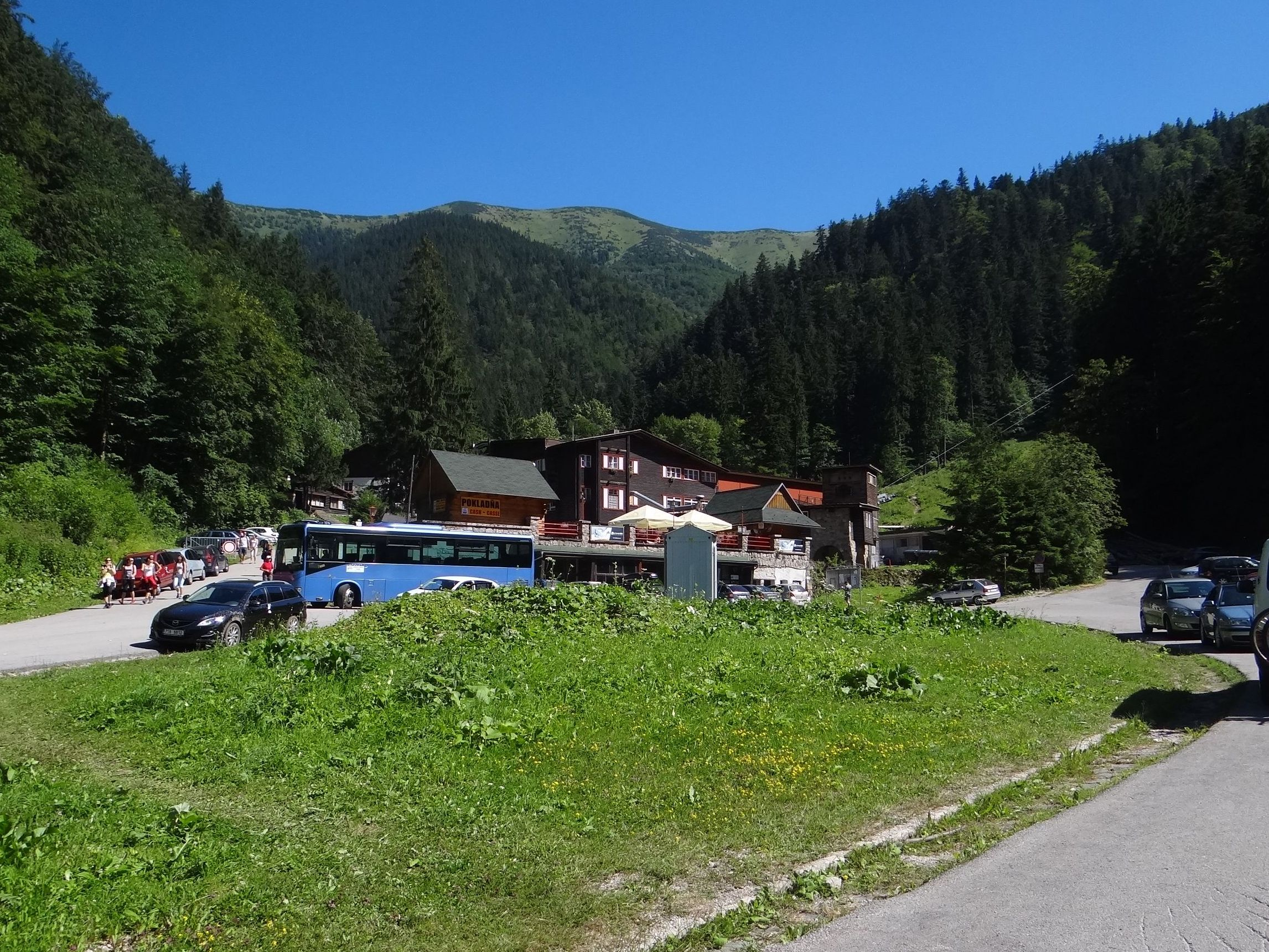
Vrátna

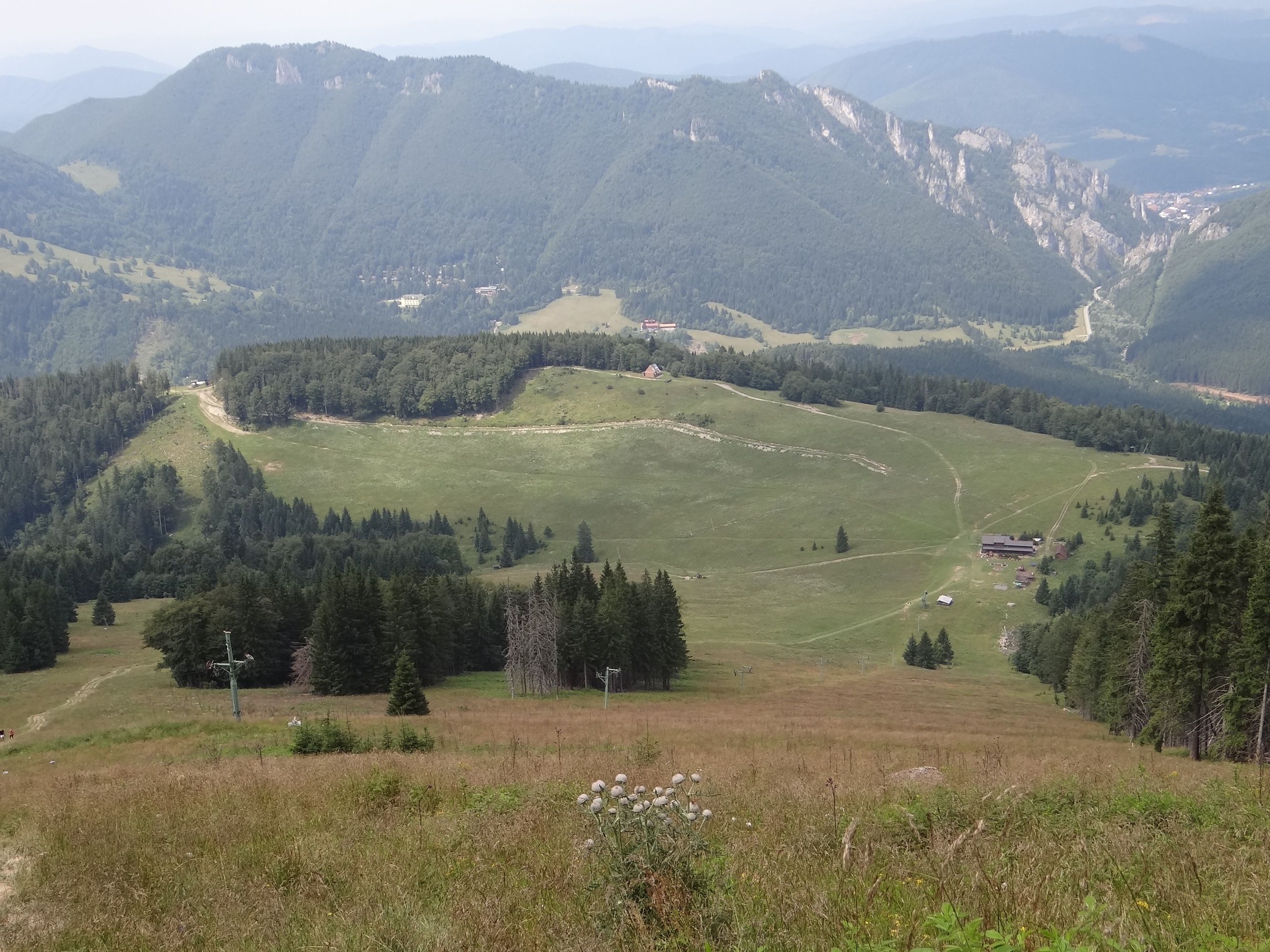

Vrátna dolina – dolina w północnej Słowacji. Znajduje się we wschodniej części Małej Fatry (w tzw. Małej Fatrze Krywiańskiej) w Centralnych Karpatach Zachodnich.

## Topografia
Ma powierzchnię ok. 36 km². Jest doliną walną podchodząca pod główną grań Małej Fatry i posiada trzy główne odgałęzienia:
- Stará dolina podchodząca pod masyw Chleba,
- Nová dolina – orograficznie prawe odgałęzienie podchodzące pod Wielki Rozsutec, u podnóży którego znajduje się osada Štefanová,
- Dolina za Kraviarskym – lewe odgałęzienie podchodzące pod przełęcz Bublen między Wielkim Krywaniem i Małym Krywaniem.

Dolina Vratna ma wylot w miejscowości Terchová. Z Tierchowej doliną Vratna prowadzi droga asfaltowa. Pierwszy odcinek tej doliny to wąski i głęboki wąwóz Tiesňavy pomiędzy zbudowanymi z wapieni masywami Bobotów i Sokolie. Wyżej dolina i szosa rozgałęzia się; na lewo idzie odnoga do Štefanowej (Nová dolina), główny ciąg doliny to Stará dolina. Jest w nim duży ośrodek narciarski i turystyczny o nazwie Starý dvor. Tutaj znów dolina rozgałęzia się; na prawo biegnie Dolina za Kraviarskym, a główny ciąg doliny dochodzi do miejsca o nazwie Vrátna.
Ograniczenie Vrátnej doliny (wraz z jej odgałęzieniami) tworzą następujące grzbiety i przełęcze: Boboty, Vrchpodžiar, Poludňové skaly, Tanečnica, Wielki Rozsutec, Medziholie, Stoh, Stohové sedlo, Poludňový grúň, Steny, Hromové, Sedlo za Hromovým, Chleb, Snilovské sedlo, Wielki Krywań, Bublen, Sedlo za Kraviarskym, Kraviarske, Veľké sedlo, Žitné, Maľe sedlo, Baraniarky, Príslop, Sokolie.

## Przyroda
Cała dolina znajduje się w obrębie parku narodowego Mała Fatra, dodatkowo najbardziej cenne pod względem przyrodniczym i krajobrazowym tereny objęto ochroną ścisłą. Są to trzy obszary ochrony ścisłej: rezerwat przyrody Chleb, rezerwat przyrody Rozsutec i rezerwat przyrody Tiesňavy

## Zagospodarowanie turystyczne
Jedna z najbardziej znanych atrakcji turystycznych kraju. W otoczeniu doliny wznoszą się najwyższe i najbardziej znane szczyty Małej Fatry: Wielki Krywań, Stoh, Wielki Rozsutec i Mały Rozsutec. W dolinie jest kilka ośrodków narciarskich. Na końcu Starej Doliny znajduje się dolna stacja kolei gondolowej Vrátna – Chleb na Snilovské sedlo (grań Krywańskiej Fatry) oraz symboliczny cmentarz Ofiar Gór. Z doliny wychodzi kilka szlaków turystycznych na wznoszące się ponad nią szczyty i przełęcze. Główne ośrodki turystyczne i narciarskie w dolinie to: Štefanová, Vrátna i Starý dvor. Są w nich parkingi, hotele, obiekty gastronomiczne i węzły szlaków turystycznych.

## Powódź w 2014 roku
21 lipca 2014 roku po silnej burzy dolinę nawiedziła gwałtowna powódź. Woda podmyła drogę w kierunku Terchovej i częściowo ją zniszczyła, odcinając dolinę od reszty kraju. Ponad 120 turystów zostało ewakuowanych z górnej stacji kolei na Snilovské sedlo oraz z chaty Vrátna, zniszczone też zostały liczne pojazdy, zaparkowane pod schroniskiem.